# Asa Biggs

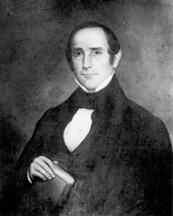
Asa Biggs

Asa Biggs (* 4. Februar 1811 in Williamston, Martin County, North Carolina; † 6. März 1878 in Norfolk, Virginia) war ein US-amerikanischer Jurist und Politiker (Demokratische Partei), der den Bundesstaat North Carolina in beiden Kammern des Kongresses vertrat.
Nach dem Besuch der öffentlichen Schulen und einer Ausbildung in den klassischen Studienfächern nahm Asa Biggs eine juristische Laufbahn in Angriff. Er wurde nach abgeschlossener Lehrzeit 1831 in die Anwaltskammer aufgenommen und begann in seinem Heimatort Williamston zu praktizieren. Im Jahr 1835 übernahm er als Delegierter zum Verfassungskonvent von North Carolina sein erstes politisches Mandat. Von 1840 bis 1842 war er Abgeordneter im Repräsentantenhaus von North Carolina, zwischen 1844 und 1845 gehörte er dann dem Staatssenat an.
Am 4. März 1845 zog Biggs nach erfolgreicher Wahl in das Repräsentantenhaus der Vereinigten Staaten in Washington ein, wo er den neunten Wahlbezirk seines Staates bis zum 3. März 1847 vertrat. Er bewarb sich um die Wiederwahl, scheiterte aber. In der Folge war er wieder juristisch tätig; so war er 1851 Mitglied einer Kommission, die die Staatsgesetze von North Carolina überarbeitete.
Biggs kehrte am 4. März 1855 als US-Senator in den Kongress zurück; zuvor hatte er sich bei der Wahl gegen Amtsinhaber George Edmund Badger von der Whig Party durchgesetzt. Er nahm sein Senatsmandat aber nur bis zum 5. Mai 1858 wahr. An diesem Tag trat er zurück, um der Ernennung zum Richter am Bundesbezirksgericht für North Carolina durch US-Präsident James Buchanan zu folgen. Diesen Posten bekleidete Asa Biggs bis zum 23. April 1861; danach trat er als Richter in die Dienste der Konföderation. Er unterstützte die Sezession der Südstaaten und sah sie im Einklang mit der Verfassung der Vereinigten Staaten.
Nach Kriegsende war Biggs zunächst als Anwalt in Tarboro tätig. 1869 verlegte er seinen Wohnsitz und seine Kanzlei nach Norfolk in Virginia, wo er 1878 starb.